# Yoshisada Shimizu
Yoshisada Shimizu (jap. 清水 義定, Shimizu Yoshisada; * 1943) ist ein japanischer Amateurastronom und Asteroidenentdecker.
Zusammen mit seinem Kollegen Takeshi Urata entdeckte er am Nachi-Katsuura-Observatorium (IAU-Code 905) in Nachi-Katsuura in der Präfektur Wakayama zwischen 1993 und 2000 insgesamt 311 Asteroiden.
Der Asteroid (7300) Yoshisada wurde nach ihm benannt.